# Loes Ypma
Loes Ypma (Róterdam, 20 de febrero de 1980) es una política neerlandesa que actualmente ocupa un escaño en la Segunda Cámara de los Estados Generales para el período legislativo 2012-2017 por el Partido del Trabajo (Partij van de Arbeid).
Su vida política se inicia en la Universidad de Ámsterdam, donde estudió Docencia en Sociología y luego sacó su doctorado en Ciencia Política. Entre junio de 2003 y junio de 2004 fue presidenta de las Juventudes Socialistas de los Países Bajos. En 2007 fue concejal en Woerden como parte de la coalición Progressief Woerden que estaba conformada por Partido del Trabajo y la Izquierda Verde en esa zona; en 2012 fue elegida para ocupar un cargo en la Cámara baja donde, como parte de su labor legislativa, es parte de los comités de Educación; Salud, bienestar y deportes; Interior; Seguridad y Justicia; y Asuntos sociales y empleo.